# Csenyéte
Csenyéte ist eine ungarische Gemeinde im Kreis Encs im Komitat Borsod-Abaúj-Zemplén.  Fast 90 Prozent der Bewohner zählen zur Volksgruppe der Roma.

## Geografische Lage
Csenyéte liegt in Nordungarn, 41 Kilometer nordöstlich des Komitatssitzes Miskolc und 13 Kilometer nordwestlich der Kreisstadt Encs an dem Fluss Vasonca. Nachbargemeinden im Umkreis von 4 Kilometern sind Felsőgagy, Alsógagy, Litka und Fáj.

## Geschichte
Im Jahr 1907 gab es in der damaligen Kleingemeinde 83 Häuser und 472 Einwohner auf einer Fläche von 1521 Katastraljochen. Sie gehörte zu dieser Zeit zum Bezirk Cserehát im Komitat Abaúj-Torna.

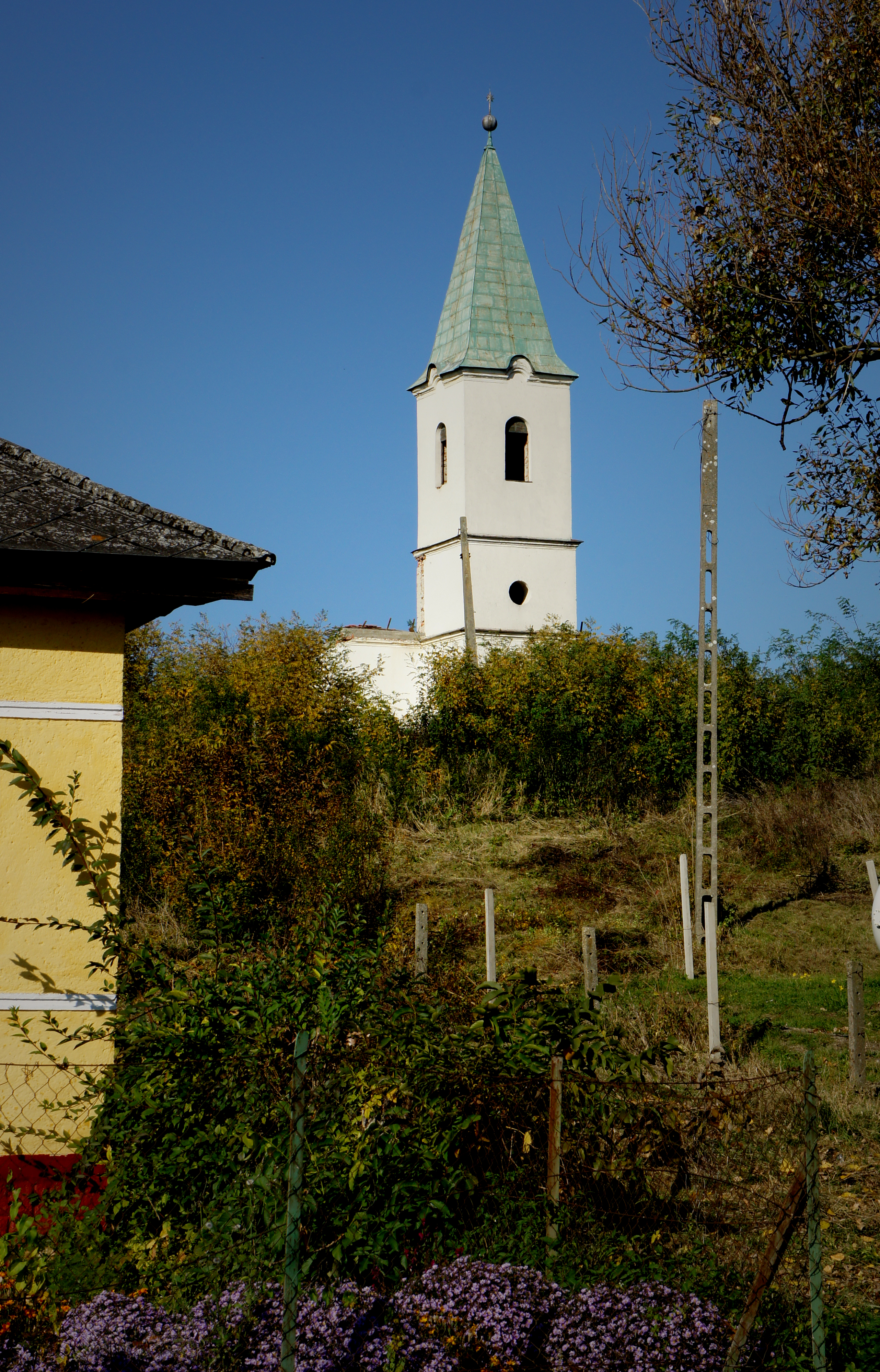
Blick auf die reformierte Kirche

## Sehenswürdigkeiten
- Reformierte Kirche

## Verkehr
Csenyéte ist nur über die Nebenstraße Nr. 26143 zu erreichen. Es bestehen Busverbindungen über Felsőgagy und Alsógagy nach Baktakék. Der nächstgelegene Bahnhof befindet sich in Forró-Encs.